# Diego Silva
Diego Francolino da Silva, mais conhecido como Diego Silva (Bento de Abreu, 9 de maio de 1989) é um ex-futebolista brasileiro que atuava como volante.

## Carreira

### Início
Começou sua carreira no Genus de Rondônia em 2008. Depois, no mesmo ano, foi para o Operário FC de Mato Grosso.

### XV de Piracicaba
Ainda em 2008, chegou no XV de Piracicaba, onde encontrou regularidade e começou a se destacar. Nas duas primeiras temporadas, a equipe não conseguiu o acesso para a Série A2, o que veio somente em 2010. Participou da campanha que levou o time piracicabano à elite estadual após 16 anos sendo campeão da Série A2 de 2011. Em 2012, Diego Silva esteve no elenco que atuou pelo Campeonato Paulista, sendo que esteve em campo apenas seis vezes, sempre como titular, mas todas na reta final da competição. Ajudou o clube a se livrar do rebaixamento na última rodada. Na época, foi chamado por Estevam Soares de "Vampeta do Interior", em comparação a Vampeta. Foi emprestado ao Grêmio Barueri até o fim do ano para a disputa da Série B de 2012. Segundo Diego Silva, a boa convivência com Estevam Soares, durante o período em que o treinador comandou o Alvinegro Piracicabano, pesou em sua decisão.
| “ | Além de ter a oportunidade de disputar uma competição nacional, o fato de já conhecer o trabalho do Estevam e saber que ele confia no meu futebol me dá tranquilidade para sair pela primeira vez de Piracicaba. Espero ajudar o Barueri a sair dessa situação e permanecer na série B. | ” |

E disse que sua intenção era voltar a defender a camisa zebrada em 2013.
| “ | Fui criado nas categorias de base do clube e, com certeza, meu desejo é voltar no ano do centenário e ajudar o XV na disputa da série A1. | ” |

Após 5 partidas disputadas e com o time praticamente rebaixado, Diego Silva preferiu antecipar o seu retorno para tratar de lesão no púbis com os médicos do XV de Piracicaba. Após o ótimo Campeonato Paulista de 2013, onde ganhou a confiança da torcida e também dos treinadores Sérgio Guedes e Edison Só no decorrer do campeonato e se firmou como um dos titulares, Diego Silva, despertou a atenção de clubes de maior expressão. Ele atuou em 17 das 19 partidas do Nhô Quim no Estadual.

### Flamengo
Acabou acertando um empréstimo para o Flamengo em 30 de abril de 2013, faltando só a realização de exames médicos para que o acordo entres os dois clube fossem oficializados. Diego Silva chegou ao Rio de Janeiro na manhã de 2 de maio de 2013, junto com o atacante Paulinho, onde ambos realizaram os exames e acertaram os detalhes finais da transferência. Transferência essa que foi oficializado pelo XV de Piracicaba na tarde do mesmo dia, onde no acordo formalizado, o Flamengo pagou uma determinada quantia pelo empréstimo e poderá adquirir 80% dos direitos do volante ao fim do empréstimo, maio de 2014, caso queiram continuar com o jogador no clube. Após ser aprovado nos exames médicos, embarcou para Pinheiral, para a intertemporada do clube. Sua apresentação em 7 de maio de 2013, na sala de imprensa do CT João Havelange.
| “ | Aos poucos, vamos nos soltando. O principal é que isso aconteça dentro do campo. O reconhecimento será uma consequência. Se o Flamengo estiver bem, automaticamente vamos aparecer também para o Brasil. Temos que trabalhar duro para isso. | ” |

Fora dos planos do clube para 2014, Diego Silva rescindiu seu contrato com o Flamengo.

### Portuguesa
Após rescindir seu contrato com o Flamengo, o jogador que pertence ao XV de Piracicaba foi emprestado para a Portuguesa até dezembro.

## Estatísticas
Até 22 de julho de 2014.

### Clubes
| Clube             | Temporada         | Campeonato nacional | Campeonato nacional | Campeonato nacional | Copa nacional[a] | Copa nacional[a] | Copa nacional[a] | Competições continentais[b] | Competições continentais[b] | Competições continentais[b] | Outros torneios[c] | Outros torneios[c] | Outros torneios[c] | Total | Total | Total   |
| Clube             | Temporada         | Jogos               | Gols                | Assist.             | Jogos            | Gols             | Assist.          | Jogos                       | Gols                        | Assist.                     | Jogos              | Gols               | Assist.            | Jogos | Gols  | Assist. |
| ----------------- | ----------------- | ------------------- | ------------------- | ------------------- | ---------------- | ---------------- | ---------------- | --------------------------- | --------------------------- | --------------------------- | ------------------ | ------------------ | ------------------ | ----- | ----- | ------- |
| Genus             | 2008              | —                   | —                   | —                   | —                | —                | —                | —                           | —                           | —                           | 0                  | 0                  | 0                  | 0     | 0     | 0       |
| Genus             | Total             | 0                   | 0                   | 0                   | 0                | 0                | 0                | 0                           | 0                           | 0                           | 0                  | 0                  | 0                  | 0     | 0     | 0       |
| Operário FC       | 2008              | —                   | —                   | —                   | —                | —                | —                | —                           | —                           | —                           | 0                  | 0                  | 0                  | 0     | 0     | 0       |
| Operário FC       | Total             | 0                   | 0                   | 0                   | 0                | 0                | 0                | 0                           | 0                           | 0                           | 0                  | 0                  | 0                  | 0     | 0     | 0       |
| XV de Piracicaba  | 2008              | —                   | —                   | —                   | —                | —                | —                | —                           | —                           | —                           | 0                  | 0                  | 0                  | 0     | 0     | 0       |
| XV de Piracicaba  | 2009              | —                   | —                   | —                   | —                | —                | —                | —                           | —                           | —                           | 0                  | 0                  | 0                  | 0     | 0     | 0       |
| XV de Piracicaba  | 2010              | —                   | —                   | —                   | —                | —                | —                | —                           | —                           | —                           | 0                  | 0                  | 0                  | 0     | 0     | 0       |
| XV de Piracicaba  | 2011              | —                   | —                   | —                   | —                | —                | —                | —                           | —                           | —                           | 11                 | 1                  | 0                  | 11    | 1     | 0       |
| XV de Piracicaba  | 2012              | —                   | —                   | —                   | —                | —                | —                | —                           | —                           | —                           | 6                  | 1                  | 0                  | 6     | 1     | 0       |
| XV de Piracicaba  | Total             | 0                   | 0                   | 0                   | 0                | 0                | 0                | 0                           | 0                           | 0                           | 17                 | 2                  | 0                  | 17    | 2     | 0       |
| Grêmio Barueri    | 2012              | 5                   | 0                   | 0                   | —                | —                | —                | —                           | —                           | —                           | —                  | —                  | —                  | 5     | 0     | 0       |
| Grêmio Barueri    | Total             | 5                   | 0                   | 0                   | 0                | 0                | 0                | 0                           | 0                           | 0                           | 0                  | 0                  | 0                  | 5     | 0     | 0       |
| XV de Piracicaba  | 2013              | —                   | —                   | —                   | —                | —                | —                | —                           | —                           | —                           | 16                 | 0                  | 0                  | 16    | 0     | 0       |
| XV de Piracicaba  | Total             | 0                   | 0                   | 0                   | 0                | 0                | 0                | 0                           | 0                           | 0                           | 16                 | 0                  | 0                  | 16    | 0     | 0       |
| Flamengo          | 2013              | 14                  | 0                   | 0                   | 6                | 0                | 0                | 0                           | 0                           | 0                           | 1                  | 0                  | 0                  | 21    | 0     | 0       |
| Flamengo          | Total             | 14                  | 0                   | 0                   | 6                | 0                | 0                | 0                           | 0                           | 0                           | 1                  | 0                  | 0                  | 21    | 0     | 0       |
| Portuguesa        | 2014              | 3                   | 0                   | 0                   | 0                | 0                | 0                | 0                           | 0                           | 0                           | 10                 | 0                  | 0                  | 13    | 0     | 0       |
| Portuguesa        | Total             | 3                   | 0                   | 0                   | 0                | 0                | 0                | 0                           | 0                           | 0                           | 10                 | 0                  | 0                  | 13    | 0     | 0       |
| Total na carreira | Total na carreira | 22                  | 0                   | 0                   | 6                | 0                | 0                | 0                           | 0                           | 0                           | 44                 | 2                  | 0                  | 72    | 2     | 0       |

- a. ^ Jogos da Copa do Brasil
- b. ^ Jogos da Copa Sul-Americana
- c. ^ Jogos da Campeonato Rondoniense, Campeonato Mato-Grossense, Copa Paulista, Campeonato Paulista - Série A3, Campeonato Paulista - Série A2, Campeonato Paulista e Jogo amistoso

## Títulos
XV de Piracicaba
- Campeonato Paulista - Série A2: 2011

Flamengo
- Troféu 125 anos de Uberlândia: 2013
- Copa do Brasil: 2013[19]

Sampaio Corrêa
- Copa do Nordeste: 2018